# 750. pehotni polk (Wehrmacht)
Za druge 750. polke glejte 750. polk.
750. pehotni polk (izvirno nemško Infanterie-Regiment 750) je bil eden izmed pehotnih polkov v sestavi redne nemške kopenske vojske med drugo svetovno vojno.

## Zgodovina
Polk je bil ustanovljen 30. aprila 1941 kot polk 15. vala na področju WK XVIII; polk je bil dodeljen 718. pehotni diviziji.
15. oktobra 1942 je bil polk preimenovan v 750. grenadirski polk.